# Hendrika van Zelm

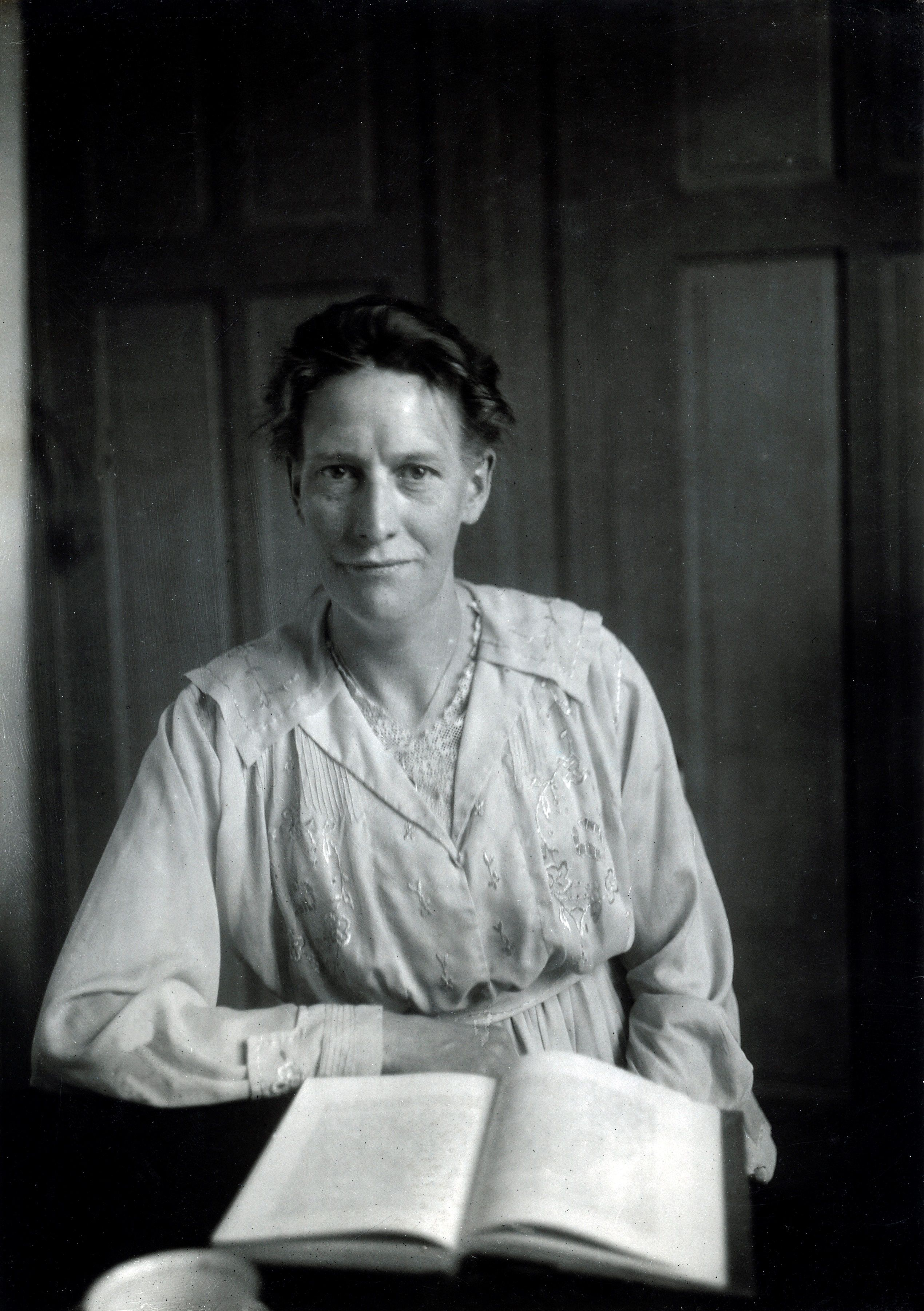
Hendrika van Zelm

Henderika van den Berg, bekend als Hendrika van Zelm, (Nieuweschans, 9 juni 1874 – Amsterdam, 2 september 1961) organiseerde arbeidersvrouwenprotesten tijdens de Eerste Wereldoorlog, was oprichter van Vrouwenvereeniging De Pionier en gemeenteraadslid in Amsterdam voor de Communistische Partij Holland (CPH).

## Biografie
Als dochter van Willem van den Berg (1845-1914), smid en treinmachinist, en Jenneke Jacobs (1846-1925) werd ze op 9 juni 1874 geboren in Nieuweschans. Het gezin verhuisde enkele jaren na haar geboorte naar Zwolle en ergens na 1885 naar Arnhem. In Arnhem trouwde ze op 12 augustus 1896 met Johan Gerhard van Zelm (1872-1940), toen schilder van beroep. Na hun huwelijk kreeg Johan een baan bij de gemeentelijke gasfabriek van Arnhem. Vanaf 1901 werd hij voorzitter van de Nederlandsche Bond van Gemeentewerklieden (vakbond). Samen kregen ze drie dochters en één zoon. In 1913 verhuisde Van Zelm met haar man en kinderen naar Amsterdam.

### SDP en arbeidersvrouwenprotesten
In Amsterdam werd Hendrika lid van de Sociaal-Democratische Partij (SDP). De SDP zag de Eerste Wereldoorlog als een bloedig conflict tussen kapitalisten, waarvan arbeiders slachtoffers waren geworden (voornamelijk door voedselschaarste en toegenomen kosten van huur en levensmiddelen). Vanuit deze overtuiging ging Hendrika protesten organiseren. Als voorzitter van het Amsterdamse Vrouwencomité tegen de Duurte leidde ze op 19 juni 1916 een massedemonstratie tegen de prijsstijgingen. Vijfentwintigduizend vrouwen kwamen naar het IJsclubterrein (het huidige Museumplein) om te demonstreren. Een delegatie, die werd geleid door Hendrika, drong bij minister Cort van der Linden aan op maatregelen en er werd een petitie overhandigd in het stadhuis.

### De Pionier en RSVB
In juli 1916 richtte Hendrika 'Vrouwenvereeniging tegen den oorlog en zijn gevolgen De Pionier' op, om fellere protesten te kunnen organiseren. Elders in het land werden soortgelijke organisaties en verenigingen opgericht. Hoewel ze allemaal aan elkaar verwant waren, werkten ze weinig samen. Om dit probleem op te lossen nam De Pionier initiatief tot oprichting van de Revolutionair-Socialistische Vrouwen Bond (RSVB), die in april 1917 daadwerkelijk tot stand kwam. De RSVB organiseerde en steunde arbeidersprotesten, waaronder de bekende Aardappeloproer van 1917. Hendrika werd voorzitter van de RSVB. Samen met onder anderen Hendriette Roland Holst leidde ze het tweewekelijkse bondsblad De Voorbode. In de zomer van 1918 trok Hendrika zich terug als voorzitter van de bond en als redacteur van De Voorbode.

### Gemeenteraadslid en het naderende einde van haar leven
In de lokale politiek zette Hendrika haar werk voort. In 1919 werd ze gemeenteraadslid in Amsterdam voor de Communistische Partij Holland (CPH), de nieuwe partijnaam van de SDP. Haar aandacht ging uit naar de slechte kwaliteit van de maaltijden voor schoolgaande kinderen van mindervermogende ouders en ze kwam op voor huurders van gemeentewoningen. Met een onderbreking van twee jaar (van 1921 tot 1923) bleef ze raadslid tot 1931.
Aan het einde van haar leven begon Hendrika te dementeren. Ze werd jarenlang verzorgd door een van haar dochters. Op 2 september 1961 overleed Hendrika Zelm-van den Berg, op 87-jarige leeftijd. Vier dagen later is ze begraven op Zorgvlied. Het leven van Hendrika en het gezin Van Zelm heeft geheel in teken gestaan van de linkse beweging. Bij haar kameraden stond ze bekend als Ma van Zelm.